# Loperhet
Loperhet is een gemeente in het Franse departement Finistère, in de regio Bretagne. De plaats maakt deel uit van het arrondissement Brest. Loperhet telde op 1 januari 2022 3.952 inwoners.

## Geografie
De oppervlakte van Loperhet bedroeg op 1 januari 2022 20,31 vierkante kilometer; de bevolkingsdichtheid was toen 194,6 inwoners per km².

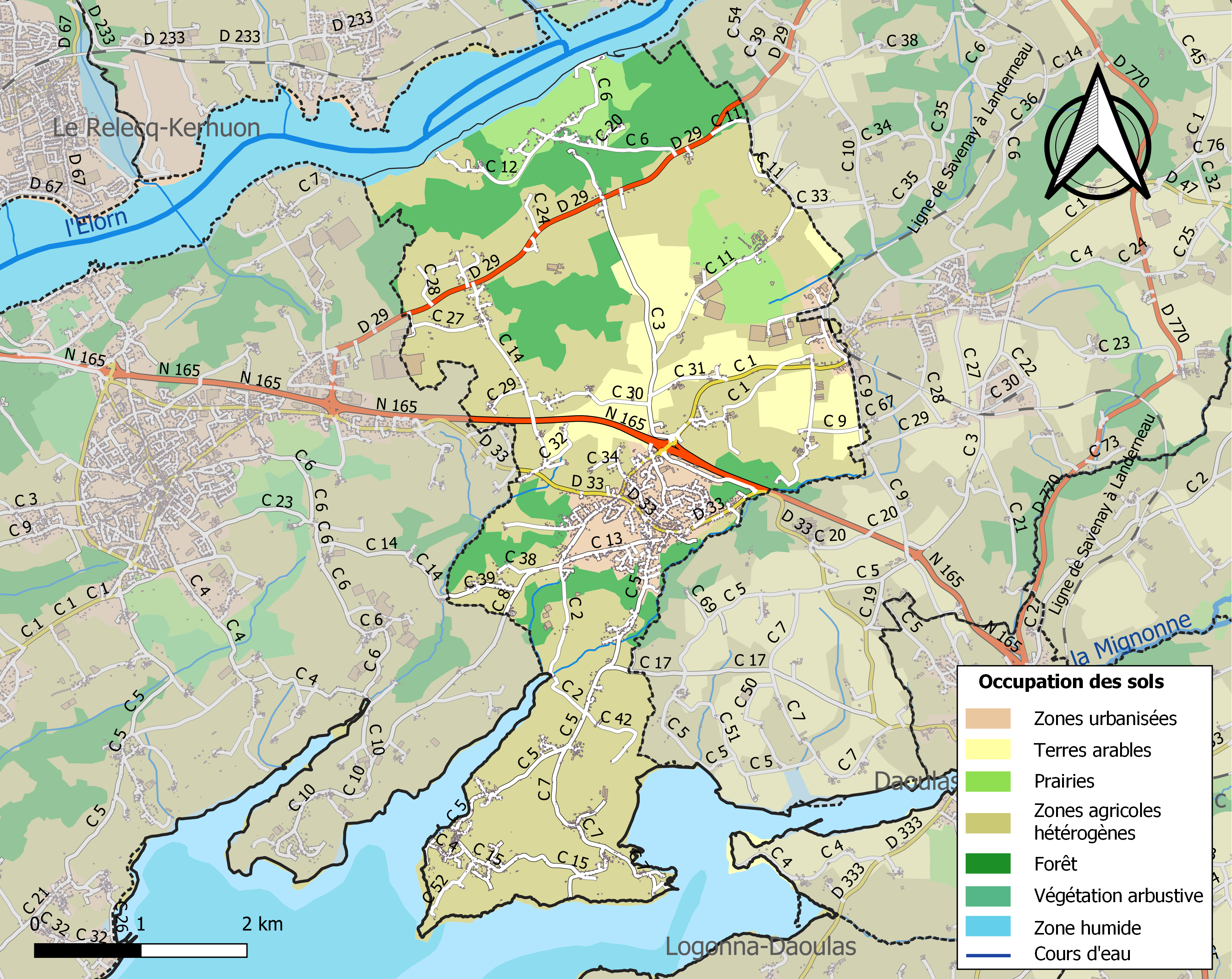
Kaart van de gemeente met belangrijkste infrastructuur, bodemgebruik en omliggende gemeenten

## Verkeer
Tegen de grens met de gemeente Dirinon ligt de spoorweghalte Dirinon-Loperhet.

## Demografie
Onderstaande figuur toont het verloop van het inwonertal (bron: INSEE-tellingen).